# Портрет Биндо Альтовити
Портрет Биндо Альтовити (итал. Ritratto di Bindo Altoviti) — портрет кисти Рафаэля Санти. Работа позднего этапа творчества художника. Один из лучших портретов эпохи Высокого Возрождения в Италии и искусства портрета вообще.

## История
Полотно создано Рафаэлем около 1512—1513 или 1515 года. До XIX века работа считалась автопортретом Рафаэля. Однако сегодня благодаря исследованиям историков известно, что молодой человек, изображённый на картине, — Биндо Альтовити, богатый флорентийский банкир, который с 17 лет в Риме владел банком, унаследованным после смерти отца. Со временем он стал одним из богатейших и влиятельнейших людей в Италии; банк Альтовити предоставлял деньги римскому папе. Его семья переехала в Рим после изгнания из Флоренции из-за оппозиции к семье Медичи. Биндо родился в Риме в 1491 году. Разумно используя финансовые и политические деловые связи, он нажил одно из самых больших состояний в Италии. В 1530-х гг., когда папой стал Павел III, Б. Альтовити управлял не только папскими деньгами, но и поставкой зерна всему Риму.
Биндо Альтовити был культурным человеком, любил искусство и был щедрым меценатом, другом и спонсором многих известных художников Ренессанса, включая Рафаэля, Микеланджело, Бенвенуто Челлини и Джорджио Вазари. Рафаэль написал его портрет в возрасте 20-22 лет; он также выполнял для Альтовити некоторые заказы, в частности, «Мадонну дель Импанната» («Марию с Младенцем, Св. Елизаветой, Иоанном Крестителем и неизвестной святой»).
Биндо Альтовити переживёт смерть Рафаэля, позорное разграбление Рима (1527) (Sacco di Roma), рождение маньеризма в Италии. Будет общаться с некоторыми мастерами маньеризма. Среди них художник Джироламо да Карпи, который тоже написал портрет Альтовити. В старости он закажет бронзовый бюст самому Бенвенуто Челлини.
Картина была собственностью потомков Альтовити до 1808 года, после чего была продана Людвигу I, королю Баварии. До 1936 года картина хранилась в Старой пинакотеке в Мюнхене. После окончания Второй мировой войны попала в США, где была куплена бизнесменом и филантропом Самуилом Генри Крессом, который пожертвовал её вашингтонской Национальной галерее искусства.

## Сюжет
Изящная, почти женоподобная фигура Биндо Альтовити, наряду с тяжёлым контрастом между светом и тенью не характерны для работ Рафаэля, особенно его портретов, что демонстрирует эксперименты художника с разными стилями и формами в поздний римский период его творчества. Влияние произведений Леонардо да Винчи, которые Рафаэль изучал в течение этого периода своей карьеры, поразительно очевидно в этом конкретном его произведении.
Биндо Альтовити изображён вполоборота к зрителю на зелёном фоне. На нём темная шляпа и синяя накидка. Его золотистые длинные мягкие кудри, заправленные за правое ухо, символизируют благородство и чистоту души. Голова Биндо слегка почти театрально повёрнута вправо, он пристально смотрит на зрителя. На левой руке, расположенной чуть выше сердца, видно кольцо.